# Round Island (Scilly-eilanden)
Round Island is een van de kleine onbewoonde eilanden van de Isles of Scilly, een eilandengroep ca. 45 km voor de kust van Cornwall in het Verenigd Koninkrijk. Op het eiland staat een vuurtoren.
Round Island is een van de noordelijkst gelegen Scilly-eilanden en ligt een paar honderd meter ten noorden van het eiland St. Helen's. Het is een steil oplopend en bijna geheel uit graniet bestaand rotseiland van 40 m hoog en iets meer dan 1 ha groot.
Op Round Island werd in 1887 een 19 meter hoge vuurtoren gebouwd. Dit gebeurde onder lastige omstandigheden, want de ontscheping van bouwmaterialen werd door de ontoegankelijkheid van het eiland in hoge mate bemoeilijkt. Het licht van de vuurtoren (één witte flits per 10 s) bevindt zich op een hoogte van 55 m boven zeeniveau en is bij goed zicht op een afstand van 22 zeemijl (ruim 40 km) te zien. Bij de vuurtoren bevindt zich een misthoorn. Sinds 1987 wordt de toren op afstand bediend.
Het eiland is een belangrijke broedplaats voor stormvogels (Procellariidae).